# Phalanta kinitis
Phalanta kinitis är en fjärilsart som beskrevs av Hans Fruhstorfer 1904. Phalanta kinitis ingår i släktet Phalanta och familjen praktfjärilar. Inga underarter finns listade i Catalogue of Life.